# Brie
Brie (udtales bri) er en mild hvidskimmelost fra den franske historiske region Brie.

## Typer af brie
- Brie de Coulommiers
- Brie de Meaux
- Brie de Melun
- Brie de Montereau
- Brie de Nangis
- Brie de Provins
- Brie Fermier
- Brie Noir
- Coulommiers
- Fougerus